# Florián Gryspek
Florián Gryspek z Gryspachu psáno též Griespek z Griespachu (18. prosince 1504 Innsbruck – 29. března 1588 Nelahozeves) byl český šlechtic bavorsko-rakouského původu, vysoký královský úředník a zakladatel české větve rodu Gryspeků. Za dobu 58 let své aktivní služby sloužil třem českým králům – Ferdinandu I., Maxmiliánu II. a Rudolfu II. Díky rychlému kariérnímu a mocenskému vzestupu se vypracoval až na prezidenta České komory a získal obrovský majetek, mezi který patřila panství Kaceřov, Kralovice, Nelahozeves, Rožmitál, Mirošov, Nečtiny a Liblín. Na svých panstvích si nechával stavět zámky v renesančním stylu, které dnes patří mezi cenné renesanční památky v Čechách.

## Život
Florián Gryspek se narodil 18. prosince roku 1504 jako druhorozený mužský potomek ze šesti sourozenců, dvorního rady krále Karla V., Jiřího Gryspeka z Gryspachu. Rodiče dbali na jeho dobré vzdělání. Měl po boku domácí učitele a navštěvoval latinskou školu. Byl velmi nadaný a inteligentní, proto studoval na nejvýznamnějších evropských univerzitách. Ve věku jedenácti let byl imatrikulován na Boloňské univerzitě, kde absolvoval studium římského práva. Poté odešel studovat do Paříže na Sorbonnu, kde završil svá studia teologie a filosofie. Měl také vynikající jazykové schopnosti. Ovládal němčinu, italštinu, francouzštinu, řečtinu a latinu, což mu otevřelo dveře ke slibné kariéře. Když se Florián po pěti letech vrátil domů v roce 1526, byl již jeho otec po smrti. Král Karel V. vzal vzdělaného syna svého dvorního rady do svých služeb, ovšem jakou u jeho dvora zastával funkci, není známo. V roce 1530 doprovázel krále na korunovační cestě přes Alpy do Boloně, kde byl Karel V. dne 24. února korunován papežem Klementem VII. na císaře. Korunovační slavnosti se zúčastnil také císařův bratr, český král Ferdinand I. Císař Karel V. věděl o politických potížích v českých zemích, kterým Ferdinand vládl jako první Habsburk na českém trůně, proto svému bratrovi nabídl, že si může vzít do služeb jeho mladého spolehlivého sluhu, rytíře Floriána Gryspeka. Ferdinand Gryspeka přijal a mladý Florián s nabídkou také souhlasil, neboť věděl, že v Čechách má naději na vyšší příjem než v Tyrolsku. Bylo mu dvacet let, když jako cizinec „bez prostředků“ vstoupil do králových služeb v Praze. Se značnou horlivostí a pracovitostí se ujal všech úkolů, co mu byly dány, čímž si brzy získal pozornost i náklonnost krále, který ho začal upřednostňovat před českými šlechtici. Mezi králem a mladým rytířem z Tyrolska vznikl osobní vztah založený na vzájemné důvěře a respektu. Spojovaly je i další okolnosti, jako například jejich habsburský styl výchovy, ale i mladý věk, podobné zájmy a humanistické vzdělání. Společně se dorozumívali latinsky, protože král mluvil jen špatnou němčinou a česky neuměl vůbec.

### Ve službách krále
Proti Gryspekovi se brzy vzedmula vlna nevraživosti ze strany českých stavů, kteří protestovali proti přítomnosti cizinců na královském dvoře a chtěli zabránit vměšování cizích vlivů do vnitřních záležitostí země. Aby mohl Florián Gryspek užívat stejná práva a výsady jako příslušníci domácí šlechty, udělil mu král v roce 1534 tzv. inkolát, čímž mu byly otevřeny všechny cesty pro vzestup v kariéře a nabývání majetků. Od roku 1530 Gryspek pracoval na Pražském hradě v registratuře královské dvorské kanceláře. Protože v té době Florián ještě neuměl dobře česky, dali mu k dispozici českého písaře. Florián byl ovšem velmi ctižádostivý, takže se novému jazyku brzy naučil natolik dobře, že asi za dva roky radové královi sdělili, že Gryspek umí jazyk do té míry, že psaným písemnostem rozumí a o textech může při jednáních referovat německy. Svou pílí, pracovitostí a inteligencí se mladý rytíř osvědčil, že ho v roce 1532 král Ferdinand jmenoval sekretářem královské české komory.

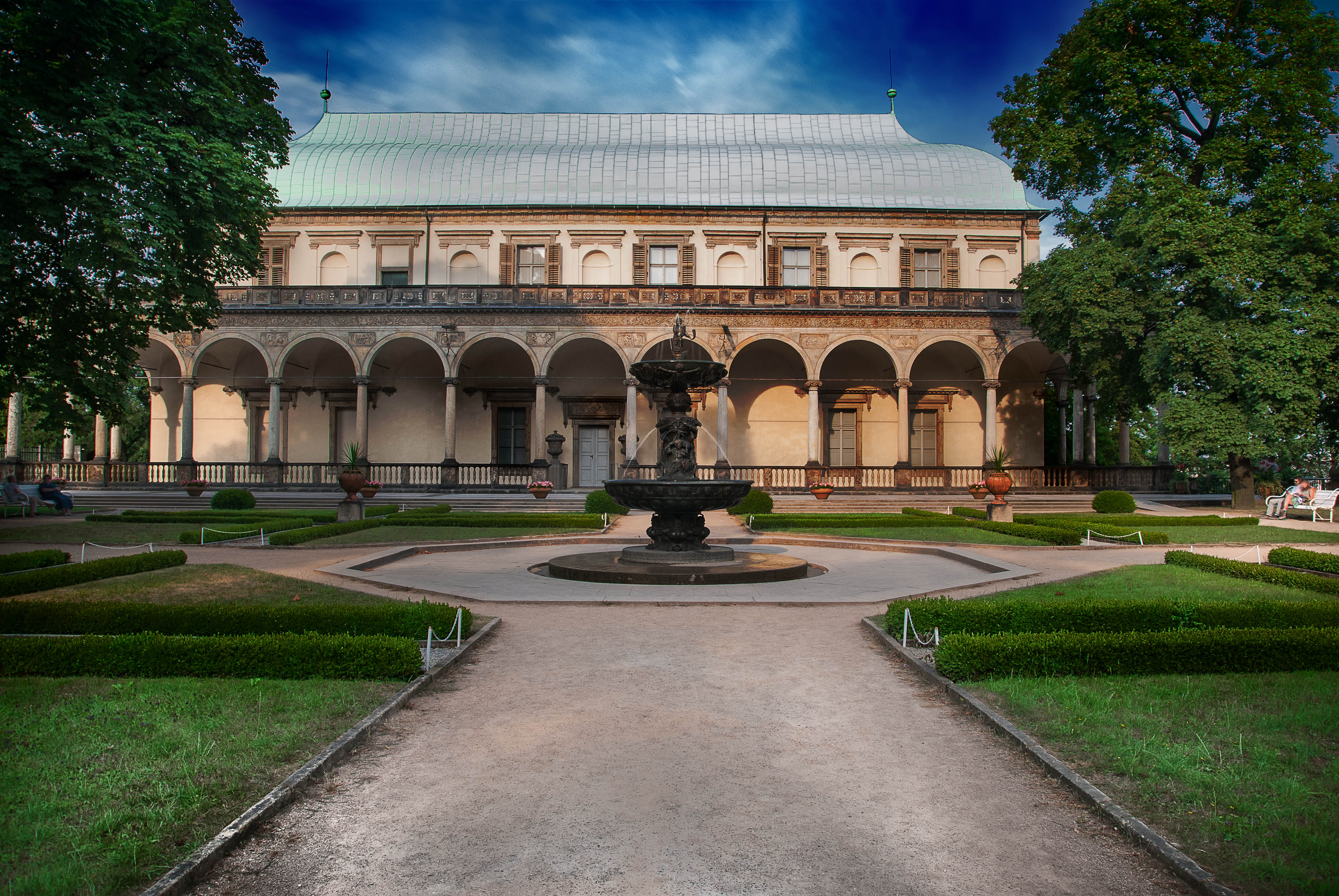
Letohrádek královny Anny na Pražském hradě

Když král viděl jak mladý Gryspek sebejistě postupuje ve svých úlohách, jmenoval jej svým osobním sekretářem. Tím byl Gryspekovi svěřen i úkol dohlížet nad realizací králových centralizačních opatření. Šlo především o finanční dohled v záležitostech krále, o nichž ostatní úředníci komory neměli nic vědět – Gryspek jednal naprosto samostatně, bez vědomí radů. Rozsah pravomocí a úkolů přesáhl i stanovené instrukce. V únoru roku 1535 byl králem vyzván, aby se zabýval financováním obnovy Pražského hradu, ke které se Ferdinand zavázal, když se stal českým králem. Florián musel čelit obstrukcím ze strany českých úředníků, kteří věděli, že zcela nový habsburský životní styl je něco úplně jiného, než bývalo zvykem. Když král Ferdinand povolal do Prahy italského stavitele Paola della Stella, aby postavil letohrádek Belvedere pro královnu Annu, převzal Florián roli v organizaci stavebního ruchu. Odtud pak také převzal stavební styl, který následně užíval při stavbě vlastních rezidencí a kostela v Kralovicích. Velká důvěra, které se Florián těšil u krále Ferdinanda, vyvolala během let značné neshody v české kanceláři. Jeho vzrůstající moc nesli čeští radové s nelibostí. Upřednostňování Gryspeka vnímali jako výraz nedůvěry krále vůči jim samotným. Trnem v oku byl protikrálovské opozici a počet rivalů strmě narůstal. Konflikty narůstaly do té míry, že musel zasáhnout sám král. Nespokojenost komorních radů vyřešil tím, že 3. září 1537 jmenoval Gryspeka jedním z nich. Souběžné funkce králova sekretáře a komorního rady vykonával Gryspek 11 let. Jednalo se o precedens, který do té doby neměl obdoby. Gryspek se ve svých funkcích osvědčil jako chytrý poradce a šikovný politik, který svému králi předkládal užitečné návrhy výnosných hospodářských opatření. V době jeho působení, Česká komora zahájila svoji nejúspěšnější periodu, díky čemuž její vliv pronikl až na nejvyšší politickou úroveň. Ferdinand na Gryspeka přenesl i vrchní dozor nad doručováním nejdůležitější korespondence komory a královských písemností, což bylo důkazem královy mimořádné důvěry.
Gryspek se ovšem snažil zlepšit i svoje vlastní příjmy. Přičinil se ve zvýšení svého odměňování v rámci komory a současně, aby mu byl zvýšen roční plat. Dne 3. května roku 1536 daroval král Ferdinand svému poradci první nemovitost. Byl to „dům na Hradě“, který propadl komoře po jistém Viktorinovi z Drast. V roce 1538 Gryspek koupil zástavní právo na nedokončený dům Václava z Velhartic, který král později prohlásil za dědičný majetek bez břemen. Dům stál na Hradčanech hned vedle bran královského hradu, což byla poloha vyjadřující důležitost jejího majitele. Gryspek věděl, že jako cizinec pocházející z nižší šlechty, který přišel do nové země bez prostředků, musí ukázat svou důležitost, aby se mohl etablovat mezi českou šlechtou. Inspirován italským vlivy renesanční architektury, nechal dům přestavět na elegantní reprezentativní sídlo.
| „                           | Chud a nízkého urození, však v literárním umění vycvičený…a dostav se do Čech, tak při kanceláři české na hradě Pražském vzešel, že radou královskou vzácným učiněn jest a mnoho potřebován byl; nebo král Ferdinand k učeným lidem lásku a náchylnost měl. A tak týž pan Griespek zbohativ se v Čechách úřady a dary královskými a jsa zvýšen, život svůj v Čechách dokonal. | “ |
| — Mikuláš Dačický z Heslova | |   |

### Hledání nevěsty
V této době již dosáhl věku 29 let, což byl na tu dobu již velmi pozdní věk na hledání nevěsty. Česká šlechta byla vůči cizincům uzavřená a také protestantské nevěsty nepřicházely v úvahu, takže se po nevěstě porozhlédl v Tyrolsku, kde stále udržoval kontakty. Jeho vyvolenou se stala dcera prezidenta tyrolské královské komory Blažeje Höltz, teprve třináctiletá Rozina Höltz ze Silianu. Do manželství vstoupili v roce 1539 v Innsbrucku. Pár se nastěhoval do městského sídla v Praze. Rozina otěhotněla hned v prvním roce a porodila syna Vojtěcha. Brzy znovu otěhotněla a 27. září 1542 se jí narodil syn Václav. Dohromady se jí během života narodilo 24 dětí. Tím získal Florián svého nástupce, který zajišťoval pokračování rodu. Syn Vojtěch zemřel ve věku čtyř let a byl pohřben ve chrámu sv. Víta, což dokazuje Floriánův vliv. Rodina se poté brzy přestěhovala na rodové sídlo v Kaceřově, který byl velkoryse plánován, aby pojmul početnou rodinu. Svým dětem Gryspek dával zvučná jména z české historie. Nejstarší Vojtěch byl pojmenován po prvním pražském biskupovi, syn Václav nosil jméno svatého českého patrona a u dalších dětí si Gryspek vzpomněl na jména vládnoucího Habsburského rodu. Poslední syn dostal jméno tyrolského dědečka Blažeje. Při porodu 24. dítěte Rozina zemřela, když kolem roku 1573 přivedla na svět nejmladšího syna Blažeje.
Florián se svým dětem snažil zajistit nejlepší možné vzdělání a hmotné zajištění. Synové byli posíláni na studia v zahraničí. Gryspek si přál, aby se jeho děti integrovaly do nové vlasti a byli vychováni jako evangelíci i přesto, že on sám, byl po celý život oddaný katolík. Gryspek se celý svůj život potýkal s nevraživostí ze strany katolických duchovních a české evangelické šlechty za jeho cizí původ a liberální postoje náboženské reformace, ale jeho děti se zcela sžily s prostředím české evangelické šlechty a staly se žádanými partiemi.

### Uvěznění v Bílé věži
Roku 1542 Gryspekova kariéra spěla ke svému vrcholu. V tomto roce doprovázel Krále Ferdinanda na říšský sněm v Norimberku. Téhož roku jej král jmenoval svým tajným dvorním radou a přenesl na něj zodpovědnost za veškeré vojenské zásobování. Gryspek tak sháněl peníze na vojenský proviant, ale peněz bylo málo, protože války s Turky v Uhrách spotřebovaly obrovské částky. Gryspekovi se nepodařilo přesvědčit stavy, aby poskytly dostatek peněz na vybavení vojska. Stavové se obávali, že by mohlo být použito proti nim, proto Gryspek musel přijít s jinými způsoby jak naplnit královskou pokladnu. Nezbývalo nic jiného než zavést nové daně – z domu, z komína, dobytka, „turecké“ a „židovské“ daně a další. Gryspek také radil svému králi, aby neprodával zkonfiskované polnosti najednou, protože by to snižovalo jejich cenu. Stavové si přáli, aby zkonfiskované zboží zůstalo v majetku koruny české, ale král na jejich přání příliš nedbal. Potřeboval peníze. Ovšem čím více Gryspek stoupal v králově přízni, tím více se zvyšovala nevraživost proti němu ze strany jeho rivalů. Byl viděn jako cizák a vetřelec, který měl s králem úzké vztahy a ovlivňoval ho v jeho úsudku. Opoziční stavové hledali konflikt s královskou radou ve všech věcech, protože měli obavy, že jejich stará privilegia již nejsou brána v úvahu. 
Když král Ferdinand vytáhl do boje proti německým protestantům ve šmalkaldské válce v letech 1546–1547, využili čeští stavové jeho nepřítomnosti a svolali do Prahy zemský sněm. Na poradě protestantské strany v Karolinu, dne 20. dubna 1547, se shromáždili stavové v rozhodující většině. Gryspek zde čelil obvinění, že znehodnotil některé majestáty krále Jana a Zikmunda, když nechal pořídit jejich opisy, které měl prodat v cizině. Důkazem měly být rozlomené pečetě nalezené v Jelením příkopu. Tím byl Gryspek obviněn z vlastizrady a uvězněn v Bílé věži. Někteří dokonce požadovali, aby byl mučen. Florián žádal výslech podle práva, aby se mohl ospravedlnit a sliboval, že poskytne záruky, ale ani to mu nebylo nic platné. Když ale v sobotu 23. dubna přišla zpráva o porážce protestantského vojska, celá situace se změnila. Stavy přepadla hrůza a někteří se dali i na útěk. Kurfiřt Johann Friedrich Saský byl zajat a obviněn, že navedl české stavy ke stavovskému odboji proti králi. Ještě toho dne byl Florián Gryspek propuštěn z Bílé věže. Ocitl se pak znovu před shromážděním českých stavů, kde se měl zodpovídat z nařčení z vlastizrady, ale ti kteří ho obvinili, již neměli odvahu trvat na falešných obviněních. Z nařízení krále se museli Gryspekovi omluvit. Samotný král Ferdinand nešetřil svým uznáním za věrné služby a v upomínku na třídenní zajetí v Bílé věži dovolil, aby Florián převzal zobrazení Bílé věže do svého erbu. Za povstání proti králi byla stavovská práva značně omezena a utrpěla i privilegia měst, které pocítila újmy hlavně v hospodářském rozvoji. Gryspekovo uznání a přízeň rostly. Po boku krále Ferdinanda stál 34 let z čehož je pochopitelné, že měl s králem velmi úzký vztah. Do svých služeb ho přejali i následující králové Maxmilián II. (1564–1576) a Rudolf II. (1576–1611), kteří znali jeho osvědčenou spolehlivost.

### Konec života
Florián Gryspek se aktivně podílel na politickém dění v zemi 58 let svého života. Za tu dobu se ocitl ve službách tří králů, kterým dával k dispozici své mnohostranné znalosti. Svými schopnostmi se tak zasloužil, že už jej na sklonku jeho života, ani stavové nevnímali jako nepřítele, naopak ho respektovali. Až do svých poslední dnů byl velmi aktivní na poli veřejného života, v politice a v zemském sněmu. Dosáhl hojnosti majetku i potomků, které se snažil co nejlépe zaopatřit do života, aby se mohli co nejsnáze sžít v nové domovině. Sám svou novou domovinu obohatil o skvostné architektonické stavby, nashromáždil obrovský majetek a prokázal se jako příkladný hospodář. Na konci života se Gryspek stáhl na svůj zámek v Nelahozevsi, kde později také zemřel. Stalo se tak ráno 29. března 1588. Poté bylo jeho tělo odvezeno do rodinné hrobky v Kralovicích, kde spočinul po boku své rodiny. Gryspekovy děti pak nechaly na památku rodičů vytvořit epitaf, kde je Florián vyobrazen spolu se svou manželkou Rozinou.

## Náboženské postoje
I když upřednostňoval křesťanský humanismus, až do konce svého života byl věrný katolík. V tomto byl Florián v rozporu. V době jeho života, docházelo k prudkým sporům o jeho náboženské postoje. Jako vysoký královský úředník považoval za nutné obnovu církve a věrnost papeži, ale zároveň byl v čilém kontaktu s přívrženci reformace. Svůj liberální postoj ospravedlňoval liberálním postojem panovníků. Stejně jako oni se stále otevíral liberálním myšlenkám církevní reformy. Gryspek stejně jako král Ferdinand byl přesvědčen, že se křesťanství a humanismus vzájemně nevylučuje. Ani svým synům nebránil aby se stali evangelíky a sám je posílal na studia na zahraniční protestantské univerzity. Obklopoval se humanistickými učenci a na jeho panstvích kázali vedle katolických kněží i evangeličtí duchovní. Právě kvůli těmto postojům si vysloužil kritiku mnichů z plaského kláštera, které z jejich farností náležejících ke Gryspekově panství, vyhnali „odpadlí“ kazatelé. Spory s opaty plaského kláštera postupem času vygradovaly až v násilnosti a šikanu. Mniši nazývali Gryspeka heretikem a Kaceřov „kacířským dvorem“. Spor vyústil až do zapojení pražského arcibiskupa. Nevraživost mnichů v jejich postoji ke Gryspekům pokračovala i v dalších generacích. Vrchol této nenávisti se projevil až desítky let po zániku rodu. V roce 1666 nechal Kryštof Tengler, opat plaského kláštera do jehož majetku přešel po bitvě na Bílé hoře Kaceřov a Kralovice, vyjmout těla Gryspeků z jejich cínových rakví, které pak nechal roztavit a použít jako materiál na nové varhany.

## Portrétní medaile

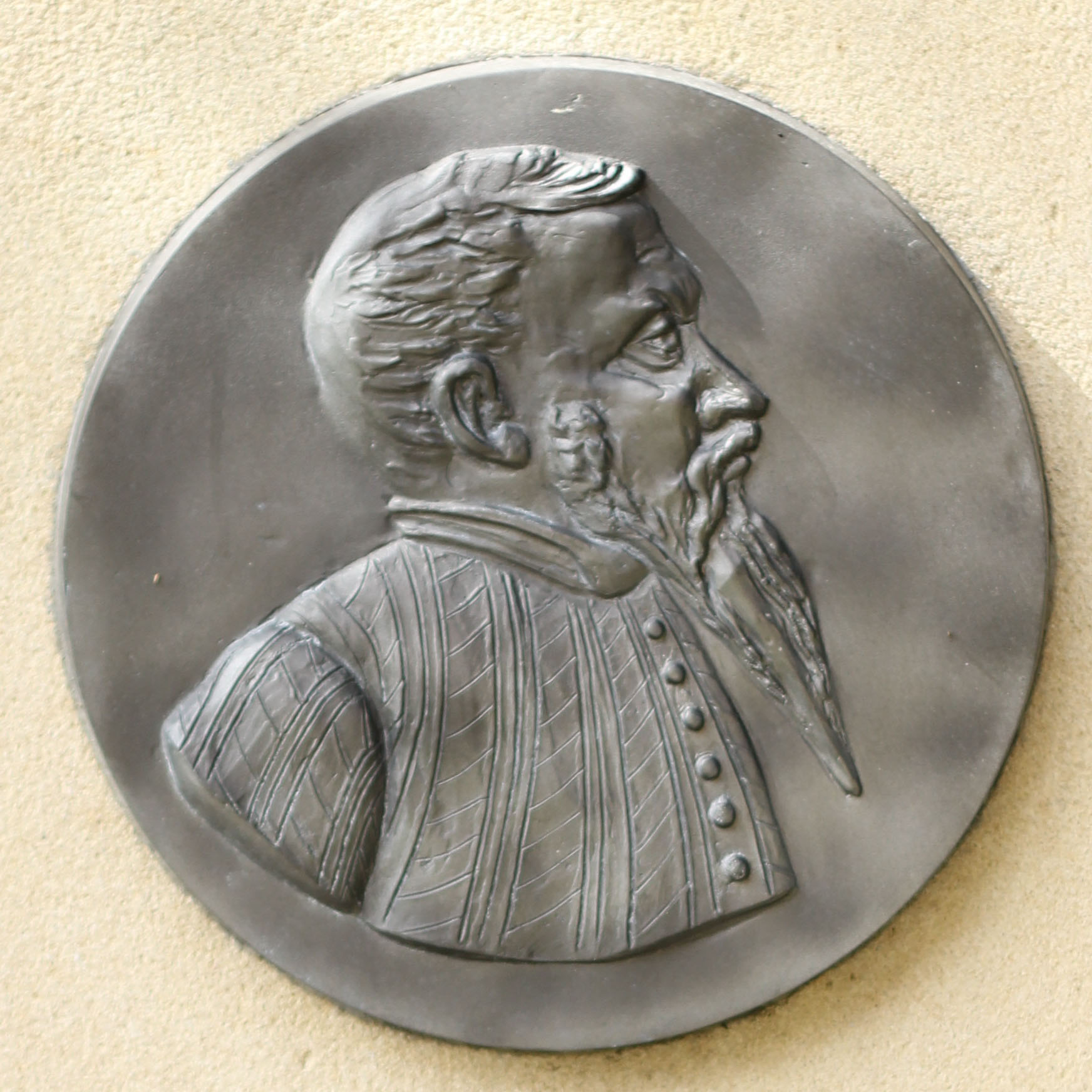
Portrétní medaile (kopie), pomník Floriana Gryspeka v Kralovicích

Florián Gryspek nechal během svého života vyrazit 18 portrétních medailí. Řada z nich byla zhotovena ke zvláštním životním událostem z profesního i osobního života. První medaile byla vyhotovena v roce 1536. Gryspek je zde zpodobněn ve věku 27 let. Nápis na medaili zní: INVIA VIRTURI NULLA EST VIA, tedy latinsky: Pro ctnost není žádná cesta neschůdná. Na zadní straně je vypodobení alegorické bojové scény tří bojovníků, doplněné textem: IMPROBUS LABOR OMNIA VINCIT, tj.: Horlivá práce vše přemůže. Jedná se o osobní a politické vyjádření, kterým Florián Gryspek sděluje, že nehodlá podlehnout mocenskému boji. Jeho medaile svědčí o jeho vytříbeném vkusu a smyslu pro detail. Svou podobu prezentuje tak, jak skutečně vypadal. Od roku 1564 na medailích převládaly soukromé motivy jako osobní motta, rodové a alianční erby. Vyhotovením medailí pověřil nejvýznamnější medailéry doby, jakým byli: Matěj Gebel (činný v letech 1525–1555, Norimberk), Nickel Milicz (činný v letech 1544–1570) a Zachariáš Kempf (1590, Jáchymov). Medaile nechával vyrábět z materiálů jako zlato, stříbro, měď, bronz a olovo. Medaile byly předávány z ruky do ruky a měly sloužit jako prezentace na královském dvoře a upomínka pro paměť potomků a dalších generací. Poslední medaili kde je Florián zpodobněn nechal vyhotovit v roce 1582, kde je mu 73 let.

## Majetek

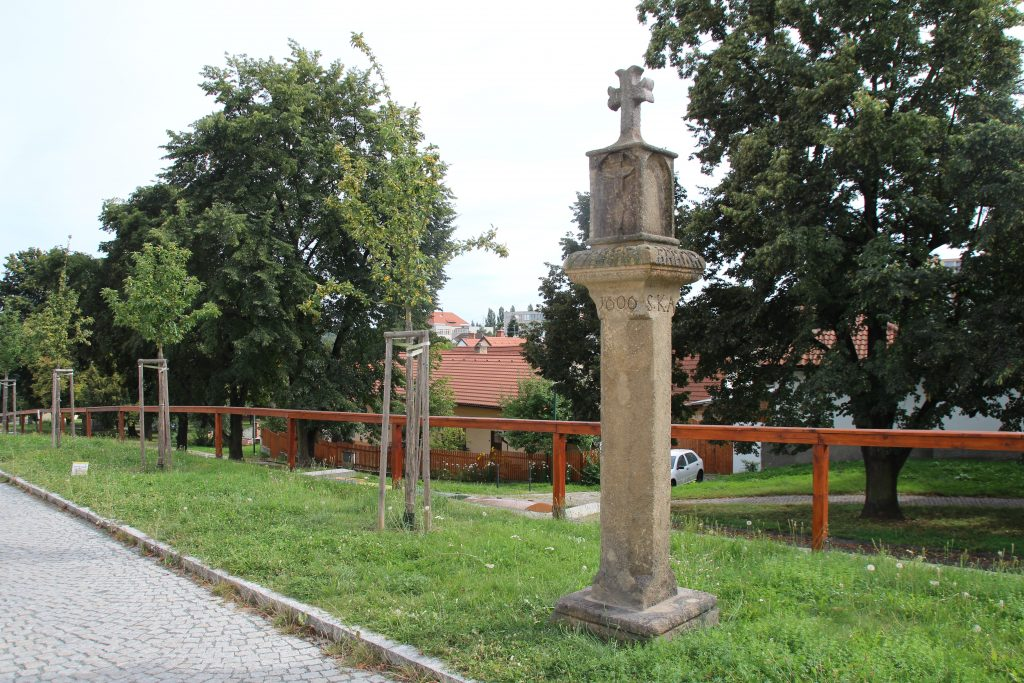
Gryspekovy špalíčky – Gryspekova boží muka, Plzeň-Bolevec

Jakožto nejvyšší člen královské komory měl Gryspek také první volbu z výběru konfiskovaných pozemků a král rád vyhověl svému oblíbenci. Gryspek investoval moudře do zadlužených či nedostavěných nebo opuštěných venkovských sídel v oblastech s výskytem nerostného bohatství nebo kvalitní půdou pro pěstování plodin. Projevil se jako schopný ekonom, vědoucí jak úspěšně zvyšovat svůj blahobyt, ale se stejným zájmem se staral i o blahobyt svých poddaných. Na svých statcích modernizoval a zintenzivnil hospodářskou produkci. Zavedl účelné osevní postupy a nejmodernějších postupů tehdejšího zemědělství. Vyšších výnosů dosáhl v chovu ovcí i dalších hospodářských zvířat, v pivovarnictví, lesnictví rybníkářství i v hutnictví. Došlo také k rozkvětu řemesel. Opuštěné vesnice byly osídleny a vznikly nové statky, rybníky i hutě. Pro realizaci dalších Gryspekových staveb sloužila i vlastní cihelna. Gryspek byl také jeden z prvních kdo dbal na dodržování a označování hranic svých pozemků. Postupně si nechal vypracovat pro jednotlivá sídla mapy, kde byly vyznačeny hranice pozemků. Na panství Kaceřov si dokonce nechal označit hranice kamennými sloupy s náboženskými symboly, kterým se říkalo „Gryspekovy špalíčky“. Zachovány zůstaly dva z těchto sloupků.

### Kaceřov a Kralovice

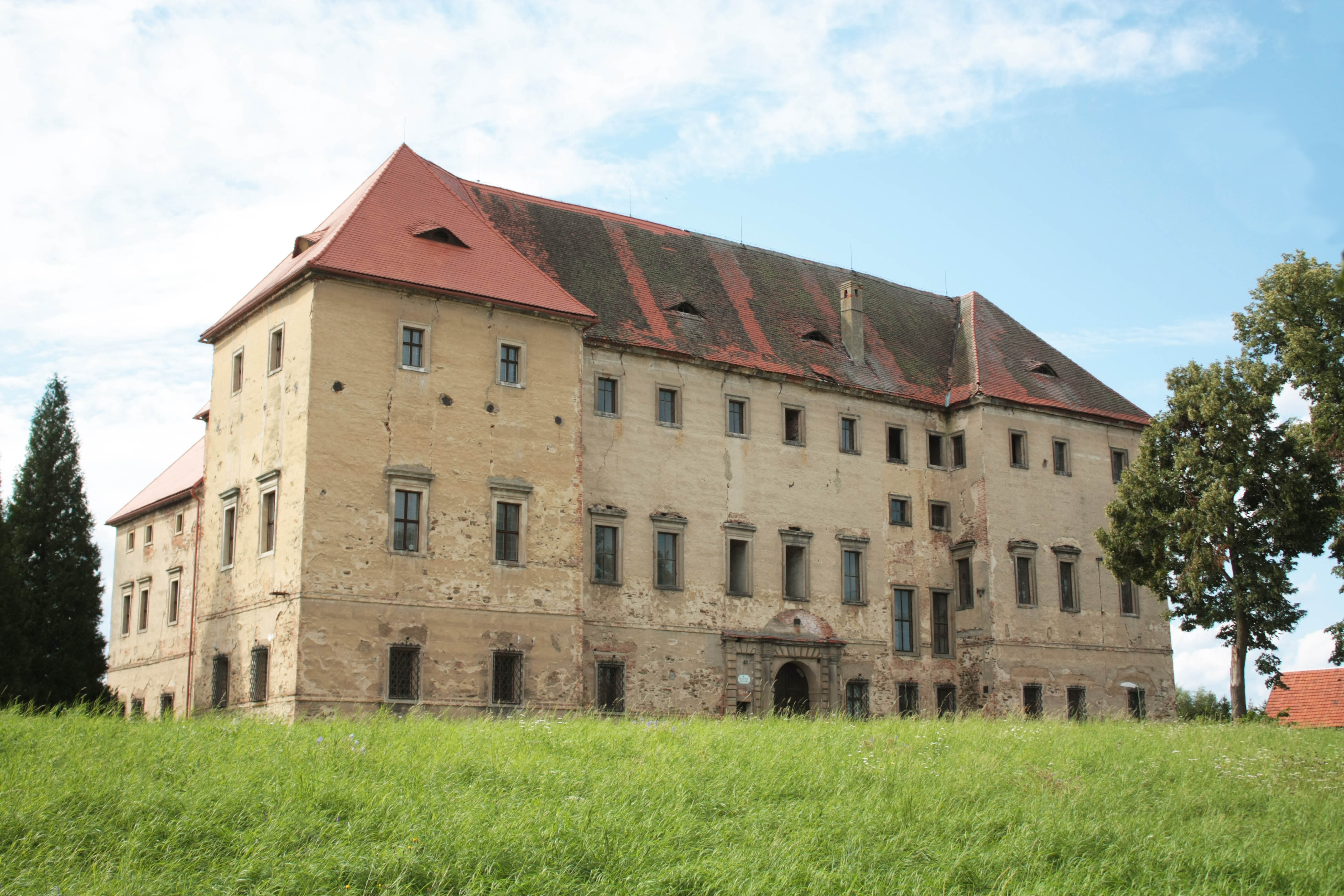
Zámek Kaceřov (2021)

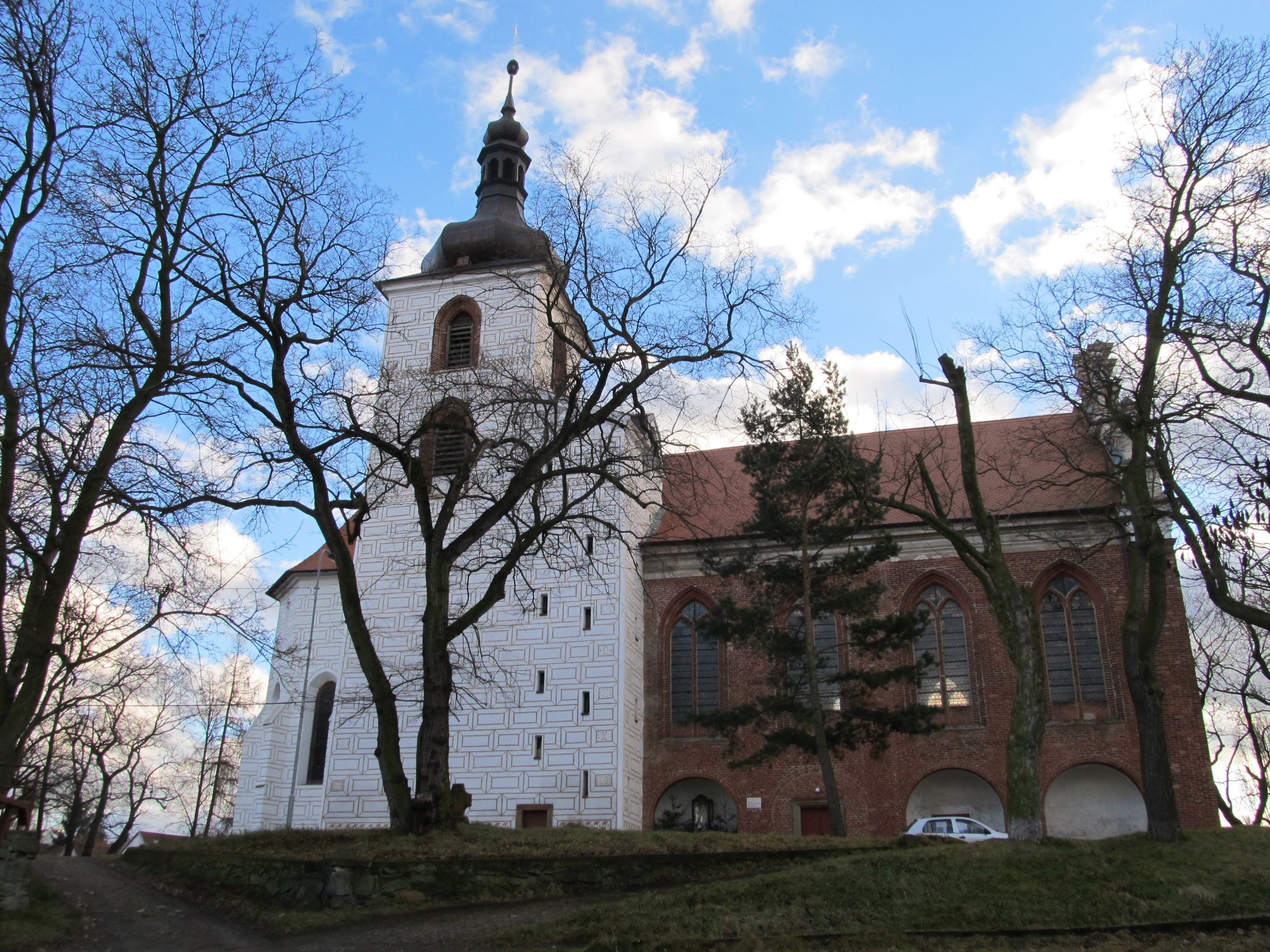
Kostel svatého Petra a Pavla v Kralovicích

Florián pokračoval v rozšiřování svého majetku. Volil moudře a investoval převážně do nedostavěných, zadlužených či opuštěných venkovských oblastí s dobrou bonitou půdy či zásobami nerostného bohatství. Získal značné pozemky, které sceloval do velkostatků a zajistil jejich hospodářský rozkvět. Jako zdatný ekonom a hospodář nejen rozmnožoval své bohatství, ale zajišťoval i větší blahobyt pro své poddané. Krátce po přestavbě domu na Hradčanech, začal Gryspek uvažovat o pořízení venkovského sídla, proto si od krále v roce 1539 vyprosil zkonfiskovanou gotickou tvrz Kaceřov, na sever od Plzně. Zde plánoval výstavu luxusního sídla pro jeho budoucí rodinu. Na přání opata Plaského kláštera byl tento majetek Gryspekovi postoupen pouze „na čtyři životy“ – tedy po dobu života čtyř generací, počínaje Floriánem Gryspekem. Klášter tak doufal v navrácení majetku. K rodovému sídlu Kaceřov přikoupil také městečko Kralovice, které získal vykoupením zadluženým pozemků plaského kláštera. Na přestavbě kaceřovské tvrze na renesanční zámek pracoval stavitel Giovanni Statia, který chtěl vytvořit architekturu po vzoru římské vrcholné renesance. Z hlediska historie architektury v Čechách je tento objekt mimořádně významný. Důmyslný byl i po technické stránce – v kuchyni tekla voda a ohřev místností v prvním patře zajišťovaly zabudované šachty ve zdech, kterými do místností stoupal teplý vzduch. Po nastěhování rodiny na Kaceřov Gryspek stále užíval svůj dům v Praze jako své pracovní sídlo, ale v roce 1561 o něj požádal král Ferdinand. Chtěl jej jako sídlo pro arcibiskupa, který se měl po 140 letech vrátit do Prahy. Gryspek se cítil být povinen králi vyhovět a sídlo mu vydal. První pohusitský arcibiskup Antonín Brus z Mohelnice v letech 1562–1564 Gryspekův renesanční palác přestavěl a v 18. století se dočkal ještě barokní přestavby. Svůj nový pražský dům našel Gryspek na Újezdě, kde v roce 1568 koupil tzv. Pekárnu se zahradou naproti kostelu Máří Magdaleny. Svou pozornost Gryspek zaměřil také na blízké město Kralovice, které bylo již od roku 1283 poddanským městem s vlastním právem konat trhy. Za věrnost svých poddaných se přimluvil i u krále Ferdinanda, který Kralovice povýšil na město. Gryspek navíc nechal vystavět školu, obecní lázně a v roce 1575 začal s přestavbou gotického kostela Petra a Pavla ve stylu moderní italské renesance, kde si nechal zbudovat i rodovou hrobku. Často se zde zdržoval, proto si na východním kraji obce nechal vystavět dvouposchoďový dům s vysokou věží. Zda se tento dům nazýval „Florianburg“, jak je často opakováno, již nelze doložit. Stavba později po pádu Gryspeků zchátrala a požár v roce 1845 zničil věž i druhé poschodí. Později se zde říkalo na „Starém zámku“ a byla zde zřízena restaurace. Poslední pozůstatky zmizely v roce 1982, kdy zde bylo zřízeno nákupní středisko.

### Nelahozeves

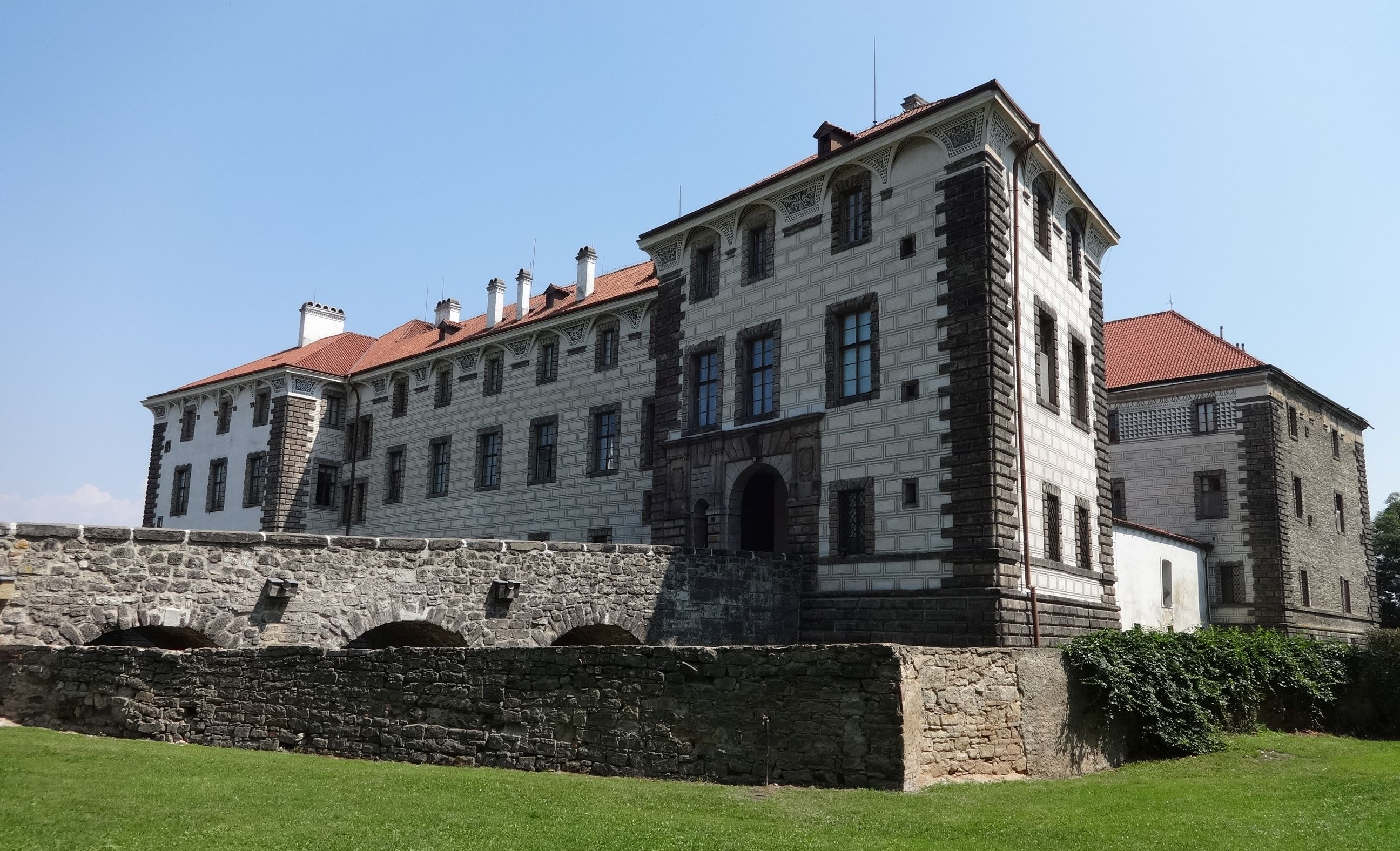
Zámek Nelahozeves

Gryspek považoval za nutný nákup dalšího majetku, zvláště když panství Kaceřov bylo jen na čtyři životy. Proto využil své náklonnosti u krále a požádal o panství Nelahozeves. Král jej předal svému sekretáři v roce 1544. V průběhu dalších 14 let jej Gryspek rozšířil o dalších 14 vesnic. V Nelahozevsi si nechal vystavět honosné sídlo ve stylu italské renesance. Stavby tohoto typu dosud neměly v Čechách obdoby a proto byly nejdříve vnímány jako cizorodý prvek. Gryspek měl k dispozici prvotřídní převážně italské architekty. Monumentální zdobená stavba měla především ukázat bohatství a váženost svého majitele a ukázat jeho okázalý životní styl. V Nelahozevsi také Gryspek sepsal své v češtině psané předpisy. Roku 1588 napsal Selský řád a Instrukce pro úředníky. Tyto spisy jsou významným vzhledem do tehdejších společenských řádech i do tehdejších pracovně právních předpisů. Šlo i o to zamezit tvrdému a svévolnému jednání představených vůči podřízeným, proto vznikly i instrukce pro úředníky. Například bez jeho vědomí nesměl být nikdo předveden před kata nebo nucen k peněžitému trestu. Nadaní žáci měli chodit do školy, aby mohli být v budoucnu prospěšní vrchnosti. O Floriánu Gryspekovi se říkalo, že je byl přísným, ale spravedlivým pánem. Sídlo na Nelahozevsi se za Gryspekovy doby stalo také významným kulturním centrem. Gryspek sem jezdil relaxovat a uchovával zde své významné sbírky obrazů a písemností. Zajímal se o antické a kuriózní sběratelské předměty a svou galerii zaplňoval obrazy známých umělců. Bylo známo, že vlastnil i jediný originální portrét Jana Žižky, který byl v pozdějších dobách ztracen. Vybudoval zde také knihovnu, kde uchovával díla především antických autorů a z oblasti filosofie, dějin, básnictví, humanismu a reformace. Gryspek také usiloval o podporu české literatury. Jeho spisy Selský řád a Instrukce pro úředníky jsou psány v češtině, protože latina byla jazykem vymezeným vrchnosti a Gryspek chtěl vzdělávat široké vrstvy. Nelahozeves se stala místem intelektuálního setkávání, kde se setkávali učenci a vzdělanci. Gryspek se v jejich společnosti zapsal do povědomí jako jeden z nejvýznamnějších mecenášů humanistické literatury své doby. Své názory si učenci na Nelahozevsi vyměňovali v tzv. Ráji, což byl reprezentativní zámecký sál. Floriánova knihovna byla později rozptýlena, jeden svazek s jeho vlastnickým vpiskem se zachoval ve Fürstenberské knihovně na hradě Křivoklát.

### Rožmitál

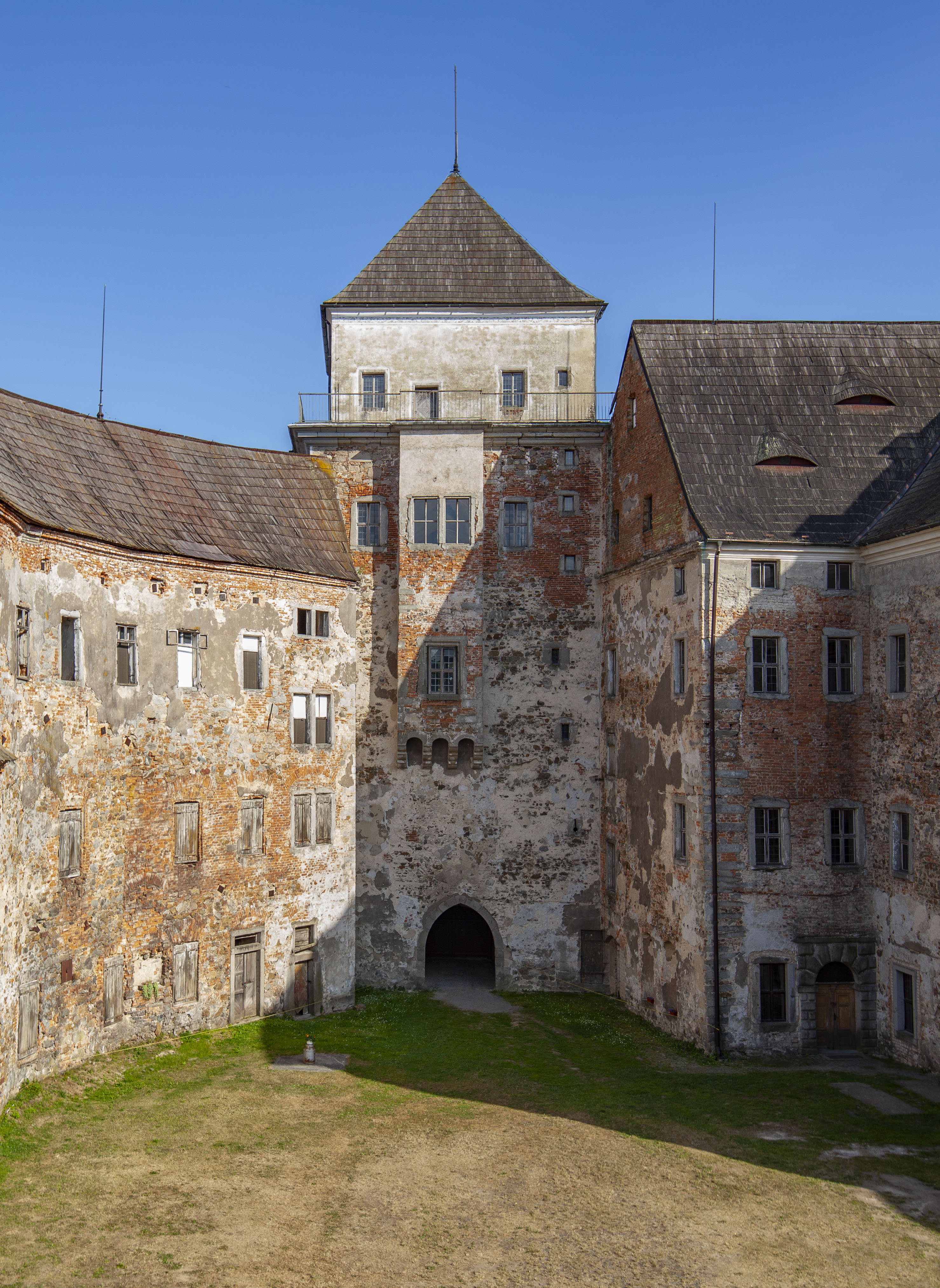
Zámek Rožmitál

V letech 1550–1555 Gryspek vykupoval i zadlužené panství Rožmitál. Kvůli dluhům Zdeňka Lva z Rožmitálu musela rodina celé panství prodat. Společně s hradem Rožmitál k němu patřil dvůr, město Rožmitál, 21 vesnic, 11 mlýnů, 12 komínů, lesy, pole, rybníky a doly. Jednoduchou tvrz hradu nechal Gryspek přestavět do podoby renesančního zámku. Kromě toho zde nechal zbudovat pivovar, pekárnu a nechal sem přivézt vodu dřevěným potrubím. Panství bylo obklopeno rozlehlými lesy a nacházela se zde tuhá jílovitá půda, vhodná pro zakládání rybníků. Byl to pravděpodobně také Gryspek, na jehož popud byly založeny Padrťské rybníky, které pak sloužily blízkým železárnám. Panství se brzy proměnilo v prosperující území s doly, hutěmi a sklárnami. Od roku 1555 zde Gryspek těžil stříbro, železo a zlato. Městečko také získalo nová privilegia jako bylo právo konat trhy, vlastní magistrát a trestní právo.

### Další majetky

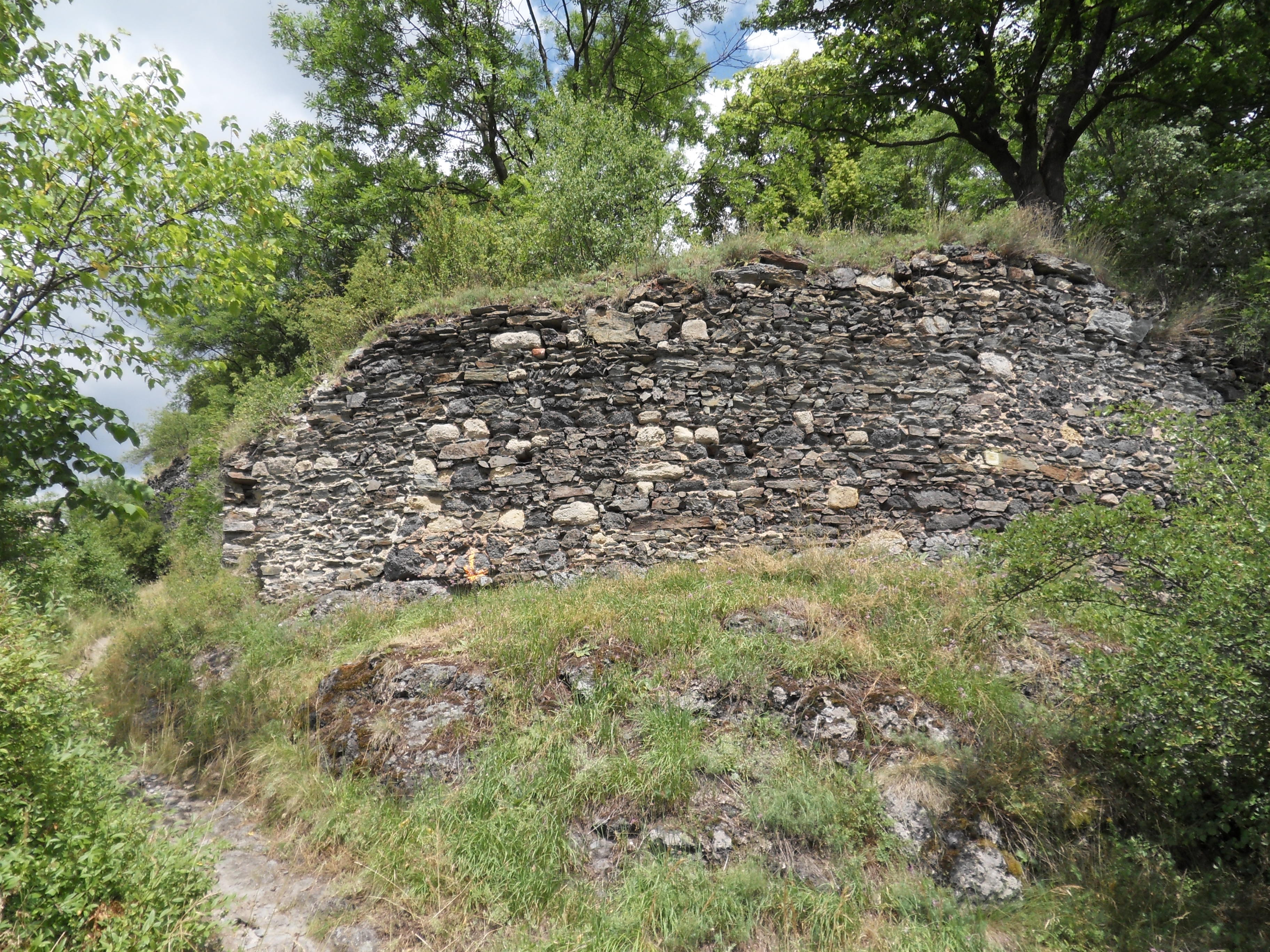
Zřícenina hradu Preitenštejn

Po stavovském povstání v roce 1547 nabídl král Gryspekovi panství Nečtiny za věrnost koruně jako odškodnění za ponížení. Gryspek tak získal městečko Nečtiny společně s hradem Preitenštejn. Florián je mohl užívat do konce svého života a jeho synové dalších deset let. Nečtiny v té době byly vypleněny a z hradu Preitenštejn zbyla ruina a tak král přidal ještě 200 kop grošů na vylepšení. Gryspek si zde vybudoval nový zámek v renesančním stylu, ale zdržoval se zde jen krátce. I přesto chtěl Nečtiny do svého majetku natrvalo, a tak v roce 1557 poslal žádost o koupi králi, který mu jako obvykle vyhověl. Na základě dědictví po své švagrové Kateřině ze Schillingu zdědil ještě panství Kočov se statkem a 10 vesnicemi. Panství Nečtiny dal Gryspek už za svého života do správy synu Václavovi. V roce 1571, když bylo Gryspekovi 62 let, přikoupil ke svému majetku hrad Libštejn a polovinu zámku Liblín s pivovarem. K tomu patřil i statek Žikov a 13 vesnic.

## Potomstvo
Florián Gryspek měl se svou manželkou Rosinou Höltz 24 dětí – 10 synů a 14 dcer. O dcerách není mnoho známo, jen že šest zemřelo ještě za života svého otce. Po jeho smrti zůstalo sedm synů a čtyři dcery. Mezi syny byl poté rozdělen majetek. Každému z nich byla přidělena část majetku, kterým mohli disponovat dle své volby. Nikdo z nich jej však nesměl prodat ani zadlužit a předávat jej mohl pouze mužským potomkům. Pokud potomky neměl, majetek zdědil nejbližší mužský příbuzný. Během let byl majetek často přesouván a docházelo k častým sporům mezi dědici a jejich vdovami, které si nárokovaly majetek. V roce 1615 dědicové společenství majetku nakonec zrušili.
- Václav (1542–1590) – už za otcova života získal Nečtiny a Kočov, byl pokládán za hlavního dědice, oženil se s Maruší dcerou Petra Boryně ze Lhoty
- Ferdinand (?–1606) – společně s bratrem Vratislavem přežili 24. srpna v Paříži bartolomějskou noc, získal Mirošov se statkem Strýčkovy a malými vesnicemi (část panství Rožmitál)
- Vratislav (?–1588) – zemřel když docházelo k dělení majetku
- Karel (?–1610) – získal Kaceřov se Sechuticemi a Lomany, vzal si Annu Šicovnu z Drahenic a měli spolu čtyři děti – syny Václava, Mikuláše a Albrechta Ferdinanda a dceru Annu Alžbětu[23]
- Jaroslav Bedřich (?–1594) – získal Kralovice a Liblín, oženil se s Marií Hrobčickou z Hrobčic, zemřel bezdětný a své jmění odkázal bratru Ferdinandovi[24]
- Jan Jiří (?–1599) – získal Rožmitál, oženil se s Alžbětou z Bechyně z Lažan, měl syny Floriána a Jana Jaroslava
- Blažej (?–1620) – získal Nelahozeves, oženil se s Ofkou z Bubna, měl dceru Veroniku
- Anna – (?–1602) v roce 1588 uzavřela sňatek s Adamem V. Zylvarem ze Silberštejna, měla dva syny Adama a Jana a dvě dcery Johannu a Anastasii
- Kateřina, Alžběta, Marie – žily u svého nejstaršího bratra Václava na Preitenštejně, nikdy se neprovdaly

Ze zemřelých dětí jsou známa jména tří synů – Vojtěch, Florián a Ladislav
- Vojtěch (1541–1545) – prvorozený, byl pochován v chrámu svatého Víta na Pražském hradě
- Florián (1540–1557) – zemřel ve věku sedmnácti let
- Ladislav (?–1575) – zůstal svobodný, žil na Kaceřově, zemřel v roce 1575

## Erb

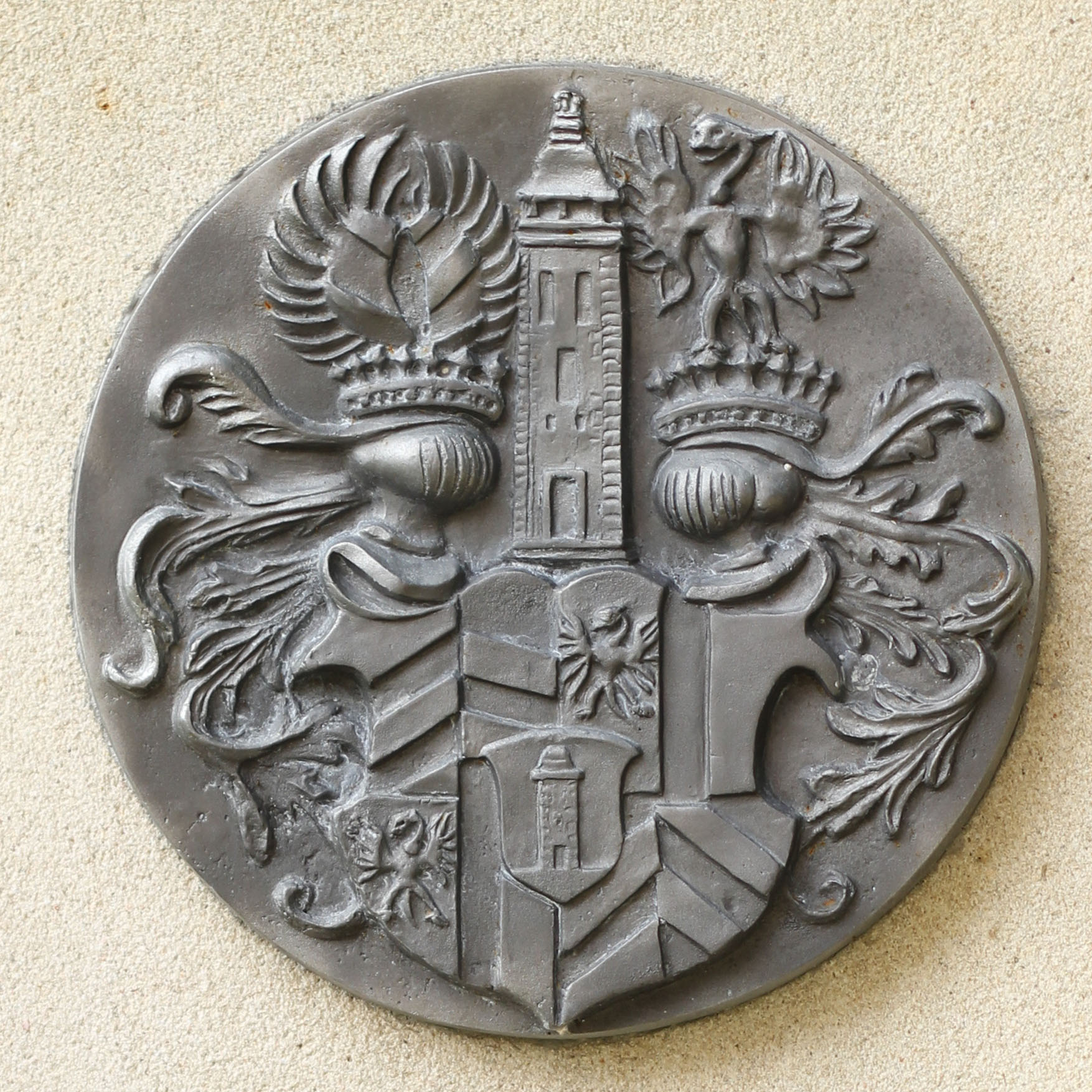
Erb Floriána Gryspeka

Tím že Florián Gryspek založil novou rodovou větev v Čechách, vznikla potřeba mít i vlastní erb. Ten získal Florián i jeho potomci od krále Ferdinanda v roce 1538 – svisle rozdělený štít, v pravém poli tři modré krokve na žlutém poli a v levém žluté krokve v modrém poli. Na přilbici se opakují modré a žluté krokve s dvěma rozepjatými křídly. Po uvěznění v Bílé věži na Pražském hradě, Florián získal od krále povolení použít zobrazení Bílé věže v erbu své rodiny. Do nové podoby převzal do čtyř polí modrý štít ve tvaru srdce s Bílou věží. Erb je zdoben dvěma přilbicemi – na pravé jsou dvě původní křídla, na levé pak červený orel, uprostřed Bílá věž.

## Hrobka

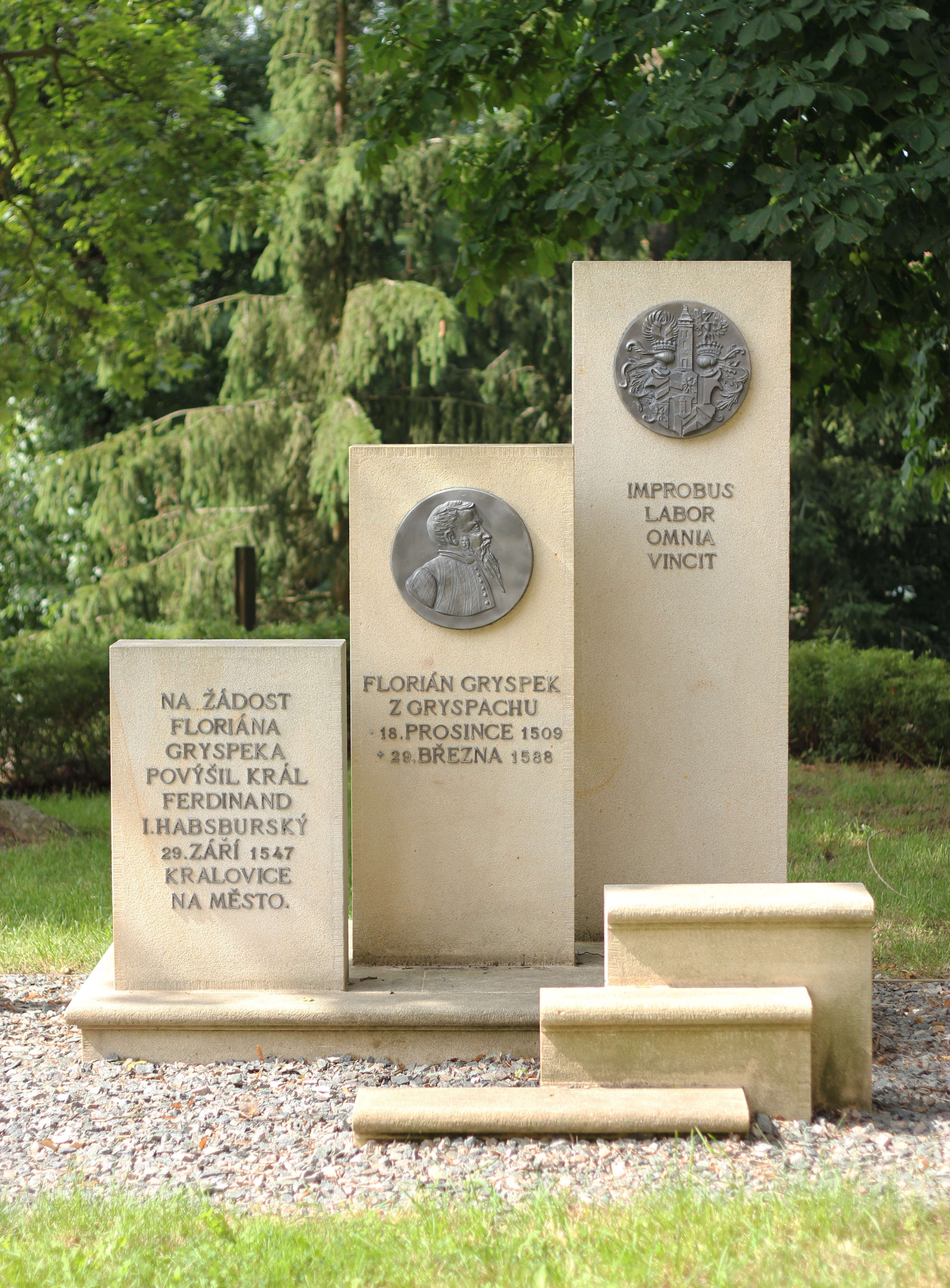
Pomník Floriána Gryspeka před kostelem svatého Petra a Pavla v Kralovicích osazený v roce 2019

Florián Gryspek nechal zbudovat hrobku pro svou rodinu pod kostelem svatého Petra a Pavla v Kralovicích. Přestavba kostela s výstavbou hrobky byla dokončena v roce 1581. V hrobce se pohřbívalo do roku 1620. Poté byla uzavřena, čímž byla uchráněna vyrabování za Třicetileté války. Znovu byla otevřena až v roce 1666, kdy dal opat Kryštof Tengler pokyn, vzít nebožtíkům cínové rakve a ponechat je pouze v dřevěných vnitřních rakvích. Cínové rakve byly roztaveny a použity jako materiál pro výrobu nových varhan pro kostel v Plasích. Těla pochovaných se díky důmyslnému ventilačnímu systému dobře zachovala v podobě mumií. Opat svým znehodnocením hrobky na zachovaná těla paradoxně upozornil, což zvedlo vlnu zájmu. Mumie byly později kvůli vandalismu a přílivu zvědavců postupně poškozovány a mnoho z nich se nedochovalo nebo již nelze přesně určit komu ostatky patří. Zvláště v 19. století se zvedla vlna zájmu o kralovické mumie a vznikly i romantické příběhy a pověsti o konci šlechtického rodu. Významný popis hrobky a nebožtíků publikoval v roce 1848 Antonín Fisher ve článku Návštěvy u pánů rytířů Griespeků z Griespachu vydaném v týdeníku Pilsener Anzeiger. V článku podrobně popisuje 5 mužských a 7 ženských těl, ale je známo, že v předchozích letech bylo mumií víc. Přes dvě stě let byla hrobka ponechána bez dozoru a ochrany. Mrtví byli oloupeni jak o své cennosti tak i části těl, které si někteří odnášeli jak suvenýry. Vše skončilo až uzavřením hrobky a výrobou nových rakví se skleněnými příklopy, které nechala v roce 1889 vyrobit patronka kostela Paulina Metternichová. V 70. letech 20. století byl proveden antropologický rozbor a ošetření mumií Dr. Eugenem Strouhalem. Floriánova pravá bota, byla odvezena do Obuvnického muzea ve Zlíně. O hrobku spolu s kostelem se stará spolek Gryspek, který také nechal 19. října 2019 v Kralovicích odhalit památník Floriána Gryspeka. Spolu s osazením pomníku bylo přejmenováno náměstí republiky na náměstí Floriána Gryspeka. Odhalení se účastnili i členové rakouské větve rodu Gryspeků.